# Zdeněk Beňo
Zdeněk Beňo (12. března 1976 – 21. srpna 2021) byl český fotbalista, obránce.

## Fotbalová kariéra
V české lize hrál za FC Slovan Liberec. Nastoupil v 15 ligových utkáních. V nižších soutěžích hrál i za FC Alfa Slušovice, Start Mirošov, Spartak Valašské Klobouky, Elseremo Brumov a FK Svit Zlín.

## Ligová bilance
| Ročník                          | Zápasy | Góly | Klub              |
| ------------------------------- | ------ | ---- | ----------------- |
| Česká fotbalová liga 1995/96    | 23     | 2    | FC Alfa Slušovice |
| Gambrinus liga 1997/98          | 9      | 0    | FC Slovan Liberec |
| Gambrinus liga 1998/99          | 6      | 0    | FC Slovan Liberec |
| 2. česká fotbalová liga 1999/00 | 13     | 1    | FK Svit Zlín      |
| CELKEM 1. česká liga            | 15     | 0    |                   |